# Plaza de las Peñuelas
La plaza de Peñuelas es un amplio espacio ajardinado del barrio de Arganzuela (Madrid), entre la calle de la Arquitectura, la calle del Labrador y el paseo de Juan Antonio Vallejo Nájera Botas, (en el tramo que en el siglo xix fuera calle del Laurel. Como otros elementos urbanos con el mismo nombre en el que fuera el barrio de las Peñuelas o barrio de Peñuelas, tomaron el topónimo de la llamada peñuela de Santa Isabel, pequeño promontorio geológicamente relacionado con el vecino Peñón, junto al Campillo del Mundo Nuevo. En este lugar hubo una fuente con pilón que estuvo surtida con aguas procedentes del viaje del Bajo Abroñigal. El escritor Benito Pérez Galdós menciona la plaza en su novela La desheredada (1881).

## Historia

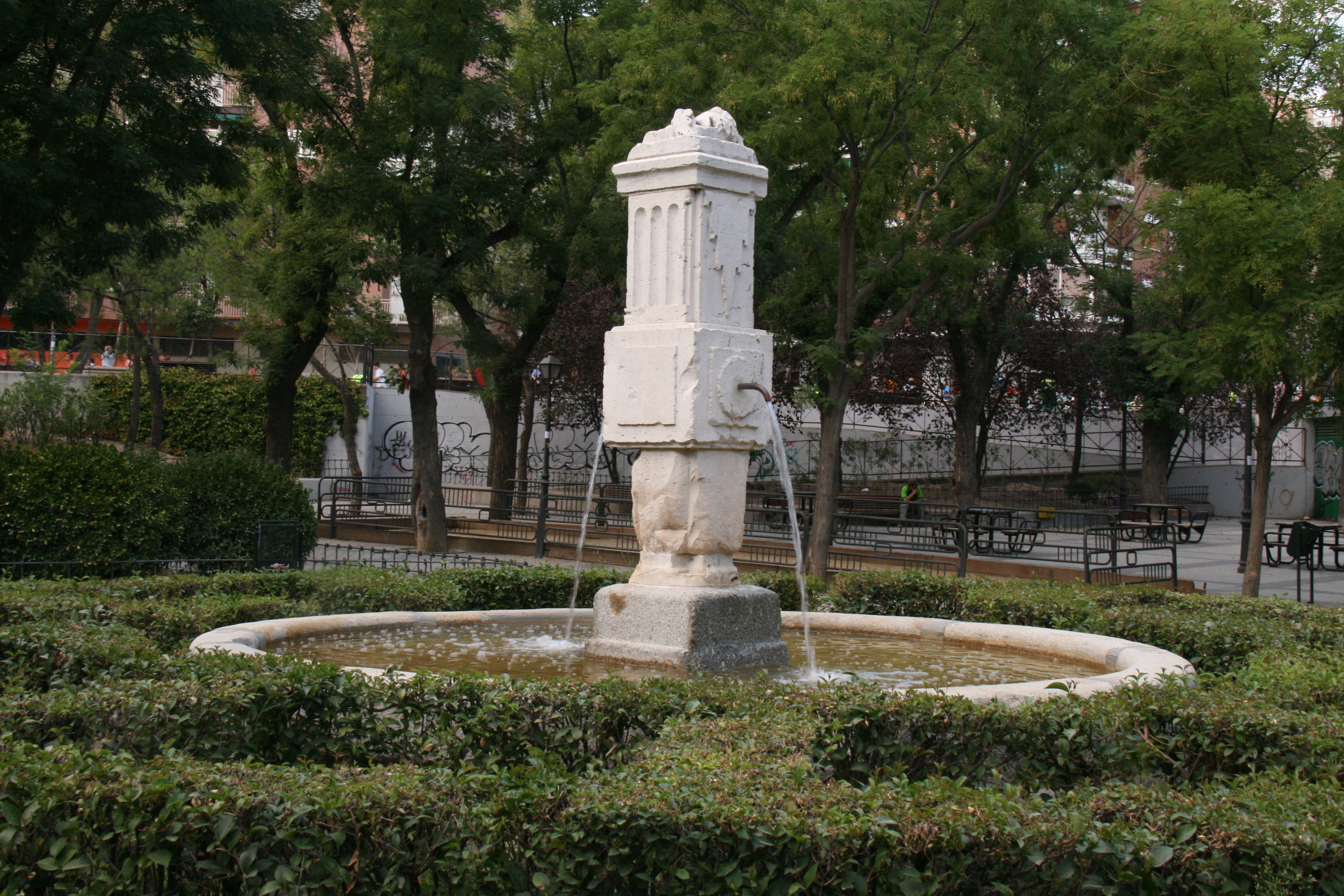
Pilón de la antigua fuente, entre los jardines que forman la plaza

En el primitivo perímetro de la antigua plaza de las Peñuelas se inauguró el 15 de mayo de 1879 la iglesia del mismo nombre, dedicada al Purísimo Corazón de María. El modesto templo tuvo en su altar mayor una virgen esculpida en mármol. Otro tesoro que guardaba es una de las campanas de la que fuera parroquia del Buen Retiro, demolida durante la Revolución de 1868. Trasladadas sus campanas en un principio a la basílica de Atocha, fueron reclamadas más tarde por la duquesa de Bailén –presidenta de la junta recaudadora y constructora de la iglesia de las Peñuelas. La duquesa dejó una aquí y la otra se la dio al cura de Santa María de Nieva en Huércal-Overa, Almería.
Esta antigua plazuela fue corazón del barrio obrero proyectado en el ensanche de comienzo de siglo xx, compuesto en gran parte por las llamadas "casas de patio", y vecino a la estación de las Peñuelas perteneciente a la Compañía de Ferrocarriles del Norte, razón por la que la plaza tuvo hasta la década de 1980 un paso a nivel. En 1931, durante la Segunda República Española, se edificaron en la aneja calle de las Peñuelas y sus alrededores casas de vecindario y un dispensario antituberculoso, que elevó la calidad del barrio, que durante algunas décadas celebró populares reuniones con motivo de la Fiesta de la Melonera. En 1943 el ayuntamiento franquista acordó rebautizar esta plaza como plaza del Capitán Haya, pero cambió de idea y le puso tal nombre a una calle de los barrios del ensanche madrileño entre el barrio de Tetuán y la entonces avenida del Generalísimo, luego paseo de la Castellana.
La transformación de toda la zona a finales del siglo xx y comienzos del xxi, con la creación del Pasillo Verde y la desaparición de la estación ferroviaria de Peñuelas y los restos de la fábrica de gas de Madrid, supuso una considerable ampliación de la plaza, reconvertida en parque.